# Harmful
Harmful war eine von 1992 bis 2014 aktive deutsche Noise-Rock-Band aus Frankfurt am Main.

## Geschichte
Nach der Gründung nahm die Band zunächst Demos auf und spielte Konzerte auf lokaler Ebene. 1995 unterschrieb Harmful beim Independent-Label BluNoise, im angeschlossenen Studio wurde im selben Jahr das selbstbetitelte Debüt mit Guido Lucas produziert. Es folgte eine erste Deutschlandtour.
1997 ging es auf Tour nach Frankreich. Im selben Jahr wurde das erneut von Lucas produzierte zweite Album Apoplexy.136 veröffentlicht. In den folgenden Jahren erspielte sich die Band unter anderem im Vorprogramm von Clutch, Helmet (Band), Machine Head, Paradise Lost, Prong, Slayer und Unsane sowie auf mehreren Headlinertouren größere Bekanntheit.
1999 wechselte die Band zum Major-Label EMI, wo das dritte, von Dave Sardy aufgenommene Album unter dem Titel Counterbalance herausgebracht werden sollte. Da die aufgenommenen Stücke EMI jedoch zu sperrig waren, trennte sich das Label wieder von der Band. Harmful kam daraufhin bei BMG Ariola unter, die 2001 auch noch das vierte Album Wromantic veröffentlichten. Anschließend trennte man sich auch von diesem Label, brachte das folgende Album Sanguine über SPV heraus und unterschrieb danach wiederum bei Noisolution, die 2005 Sis Masis veröffentlichten.
Im Februar 2007 erschien das siebte Harmful-Album 7, das von dem ehemaligen Faith-No-More-Bassisten Billy Gould produziert worden war. Gould stieg auf eigenen Wunsch im Folgenden zeitweise als festes Mitglied bei Harmful ein und war auch an der anschließenden Tour der Band beteiligt. Aufgrund dieser Verbindung wurde Harmful 2009 als Supportband für eine Reunion-Show von Faith No More gebucht.
2010 folgte über PIAS das nächste Harmful-Album Cause, das wieder ohne Beteiligung von Gould eingespielt wurde. Dafür konnte die Band erneut Dave Sardy für den Mix des Albums gewinnen. 2013 erschien wiederum über PIAS das von Moses Schneider produzierte Album Sick and Tired of Being Sick and Tired. Darauf war Florian Weber (Sportfreunde Stiller) am Schlagzeug zu hören, nachdem Nico Heimann Harmful aus persönlichen Gründen verlassen hatte. Vor der Veröffentlichung konnte das Album in voller Länge auf der Website der Zeitschrift Visions angehört werden.
Im März 2014 ging Harmful in Originalbesetzung auf Abschiedstournee quer durch Deutschland. Der letzte Auftritt am 16. März im Frankfurter Zoom wurde mitgeschnitten und lag als Live-Album Vault der im April 2014 erschienenen Abo-Ausgabe der Musikzeitschrift Visions bei.

## Diskografie
Alben
- 1995: Harmful (BluNoise)
- 1997: Apoplexy.136 (BluNoise)
- 2000: Counterbalance (Firestarter / BMG Ariola)
- 2001: Wromantic (Firestarter / BMG Ariola)
- 2003: Sanguine (Steamhammer / SPV)
- 2005: Sis Masis (Noisolution / Indigo)
- 2007: 7 (Noisolution / Indigo)
- 2010: Cause (PIAS / Rough Trade)
- 2013: Sick and Tired of Being Sick and Tired (PIAS / Rough Trade)
- 2014: Vault (Live-Album; Visions-Heftbeilage)

## Nebenprojekte
Aren Emirze und Chris Aidonopoulos waren bis 2001 parallel in der Band Rinderwahnsinn aktiv.
Emirze veröffentlichte darüber hinaus 2006 unter dem Namen Emirsian das Soloalbum A Gentle Kind of Disaster, auf dem er nach Eigenangabe die Erfahrungen mit seiner Hauptband und Einflüsse von den Beatles, Elliott Smith und Elvis Costello sowie aus seiner armenischen Heimat verband. 2008 folgte das Zweitwerk Yelq, 2011 das Doppelalbum Accidentally in Between. 2016 das Album ‚Papak’ (mit Ara Dabandjian) und 2021 das Album Lezoon.
2008 spielte Emirze auch in dem Band-Projekt Angst vor Clowns, bei dem Gerd Knebel als Sänger aktiv war.
2018 nahm Aren Emirze mit Flo Weber von den Sportfreunden Stiller ein Album mit dem Projektnamen ‚Taskete‘ auf.
2021 gründete Emirze die Band Musa Dagh mit Aydo Abay (Ex-Blackmail) und Thomas Götz (Beatsteaks). Musa Dagh veröffentlichte seitdem zwei Alben, die von Moses Schneider produziert wurden: 2021 Musa Dagh und 2023 No Future.